# Joeri Zjoekanenko
Joeri Aleksandrovitsj Zjoekanenko (Russisch: Юрий Александрович Жуканенко) (Alma-Ata, 18 mei 1964) is een voormalig basketbalspeler die speelde voor het nationale team van de Sovjet-Unie.

## Carrière
Zjoekanenko begon zijn carrière bij de legerploeg SKA Alma-Ata. Hij zou daar blijven spelen tot 1991. Van 1991 tot 1993 speelde hij voor STG-Stroitel Samara. Met Stroitel werd hij tweede om het Landskampioenschap van Rusland in 1992. In 1993 ging hij spelen voor CSK VVS. Met CSK VVS werd hij twee keer derde om het landskampioenschap van Rusland in 1994 en 1995. In 1997 verhuisde hij naar Avtodor Saratov. Met Avtodor werd hij tweede om het landskampioenschap van Rusland in 1998. In 1998 ging hij naar Lokomotiv Mineralnye Vody. In 2001 stapte hij over naar Universitet Soergoet. In 2003 stopte hij met basketbal.
Zjoekanenko maakte deel uit van het nationale basketbalteam van de Sovjet-Unie in 1990. Als speler van het Sovjet team, won Zjoekanenko één bronzen medaille op de Goodwill Games in 1990.
In 2003 begon Zjoekanenko als hoofdcoach Universitet Soergoet. In 2011 stapte hij over naar Dinamo Stavropol. In 2012 werd hij assistent coach bij Avtodor Saratov. In 2013 werd hij hoofdcoach bij de jeugd van Spartak Primorje Vladivostok. In 2014 werd hij assistent coach bij BK Samara. In 2016 stapte hij over naar Tsjeboksary Hawks om als assistent coach aan het werk te gaan. In 2018 werd hij hoofd coach van Tsjeboksary Hawks.

## Privé
Zjoekanenko heeft twee zonen, Aleksej Zjoekanenko en Pavel Zjoekanenko, die ook professioneel basketbalspelers zijn.

## Erelijst
- Landskampioen Rusland:
  - Tweede: 1992, 1998
  - Derde: 1994, 1995
- Goodwill Games:
  - Brons: 1990

## Speler
4 Vētra ·
5 Bazarevitsj ·
6 Berezjnyj ·
7 Melesjtsjenko ·
8 Lopatov ·
9 Tichonenko  ·
10 Zjoekanenko ·
11 Moerzin ·
12 Soecharev ·
13 Koroljov ·
14 Podkovyrov ·
15 Pintsjoek ·
Coach: Garastas
· Assistent-coach: 
· Assistent-coach: 